# Abdijbiermuseum
Het abdijbiermuseum is een Grimbergs museum gewijd aan het Grimbergse bier.  Het bevindt zich nabij de abdij en het Fenikshof en biedt informatie over de geschiedenis van dit Norbertijns abdijbier.
Het museum werd in 1997 tijdens het abbatiaat van Piet Wagenaar geopend in de 17e-eeuwse boerderij van de abdij als eerste abdijbiermuseum van België.